# مرغ باران دماغه
مرغ باران دماغه (نام علمی: Daption capense) نام یک گونه از تیره کبوتردریاییان است.